# Суна (Карелия)
Су́на (карел. Suuna) — деревня в составе Янишпольского сельского поселения Кондопожского района Республики Карелия Российской Федерации.

## Общие сведения
Расположена на реке Суна недалеко от места её впадения в Кондопожскую губу (залив в северо-западной части Онежского озера).

## Сунский лесопильный завод
В 1910 году санкт-петербургской компанией «Э. Г. Брандт и Ко» на берегу Сунского залива (в трёх километрах от современной станции Суна) был построен крупный лесозавод. Вначале на заводе работало две пилорамы, приводимые в действие локомобилем. К началу Первой мировой войны пилорам было уже три, а локомобиль заменили стационарной паровой машиной. В годы войны завод обслуживал строительство Мурманской железной дороги и считался оборонным предприятием, благодаря чему сохранил и даже увеличил объёмы производства: к 1917 году на заводе действовали 4 пилорамы, общая мощность паровых машин составляла 125—150 лошадиных сил. На заводе было занято 250 рабочих. В 1919 году завод был национализирован, после чего передан в ведение образованного в 1922 году треста «Кареллес». Во время Советско-финской войны (1941—1944) завод был разрушен, после войны не восстанавливался.

## Сунский бор
В Сунском бору местные жители традиционно собирают ягоды и грибы. Здесь обнаружены растения из Красной книги — лишайник лобария лёгочная и мох неккера перистая. Сунский бор получил широкую известность в 2016 году, когда неравнодушные граждане, в основном пенсионеры, стали охранять лес от лесорубов компании «Сатурн Нордстрой», собиравшейся создать на территории бора карьер по добыче песка. Под давлением общественности и СМИ весной 2017 года «Сатурн Нордстрой» отказалась от планов разработки карьера. В декабре 2018 года новые арендаторы леса — «Русский Лесной Альянс» и «Лесэко Норд» — внесли Сунский бор в реестр лесов высокой природоохранной ценности, что гарантирует защиту бора от лесозаготовки и дорожного строительства. Арендаторы также обязаны обеспечивать санитарную и пожарную безопасность леса.

## Население
| 2002 | 2009 | 2010 | 2013 |
| ---- | ---- | ---- | ---- |
| 82   | ↘59  | ↘54  | ↘50  |

## Известные уроженцы
- Данилов, Владимир Михайлович (1931—2000) — писатель, журналист.
- Зайцев, Николай Георгиевич (1931—1995) — учёный-программист, доктор технических наук, профессор.

## Улицы
- ул. Железнодорожная
- ул. Лесная
- ул. Речная
- ул. Станционная
- ул. Сунская
- квартал Шпалзавод

## Транспорт
В 1,5 км от деревни находится посёлок Янишполе, расположенный на идущей параллельно путям железной дороги трассе «Кола». С Янишполе осуществляется автобусное сообщение с Петрозаводском, Кондопогой, Пудожем, Сегежей и другими населёнными пунктами.
Также в деревне располагается железнодорожная станция Суна, по которой по состоянию на 2019 год проходит ежедневно одна пара электропоездов сообщением Медвежья Гора — Петрозаводск-Пасс. — Медвежья Гора.